# トゥウェイフルフォンテーン
座標: 南緯20度35分26秒 東経14度22分20秒 / 南緯20.59056度 東経14.37222度
トゥウェイフルフォンテーン（ナマ語：ǀUi-ǁAis）は、ナミビアのクネネ州に残る2000点以上の岩石線画群からなる遺跡である。2007年にナミビアでは初となるユネスコの世界遺産に登録された（ID1255）。

## 岩石線画
トゥウェイフルフォンテーンの線画群は西暦1000年までの2000年ほどの間に作り上げられたものである。そこに描かれているのはサイ、ゾウ、ダチョウ、キリンなどで、人や動物の足跡も刻まれている。こうした線画は、この地方で狩猟採集生活を営んでいた人々が、宗教上の儀礼の一環として描いたものと考えられている。中には、有名なライオンマンのように人が動物に変身するさまを描いたものもある。
考古学者たちは、トゥウェイフルフォンテーンの2つの場所で、石の加工品、ペンダント、ビーズなどを含む遺物を発掘している。また、一帯には6箇所のロック・シェルターがあり、赤いオーカーで描いた彩色画も見つかっている。
西暦1000年ごろに線刻画が途絶えてしまったのは、その頃にはこの地に牧畜民が移り住むようになったためと考えられている。

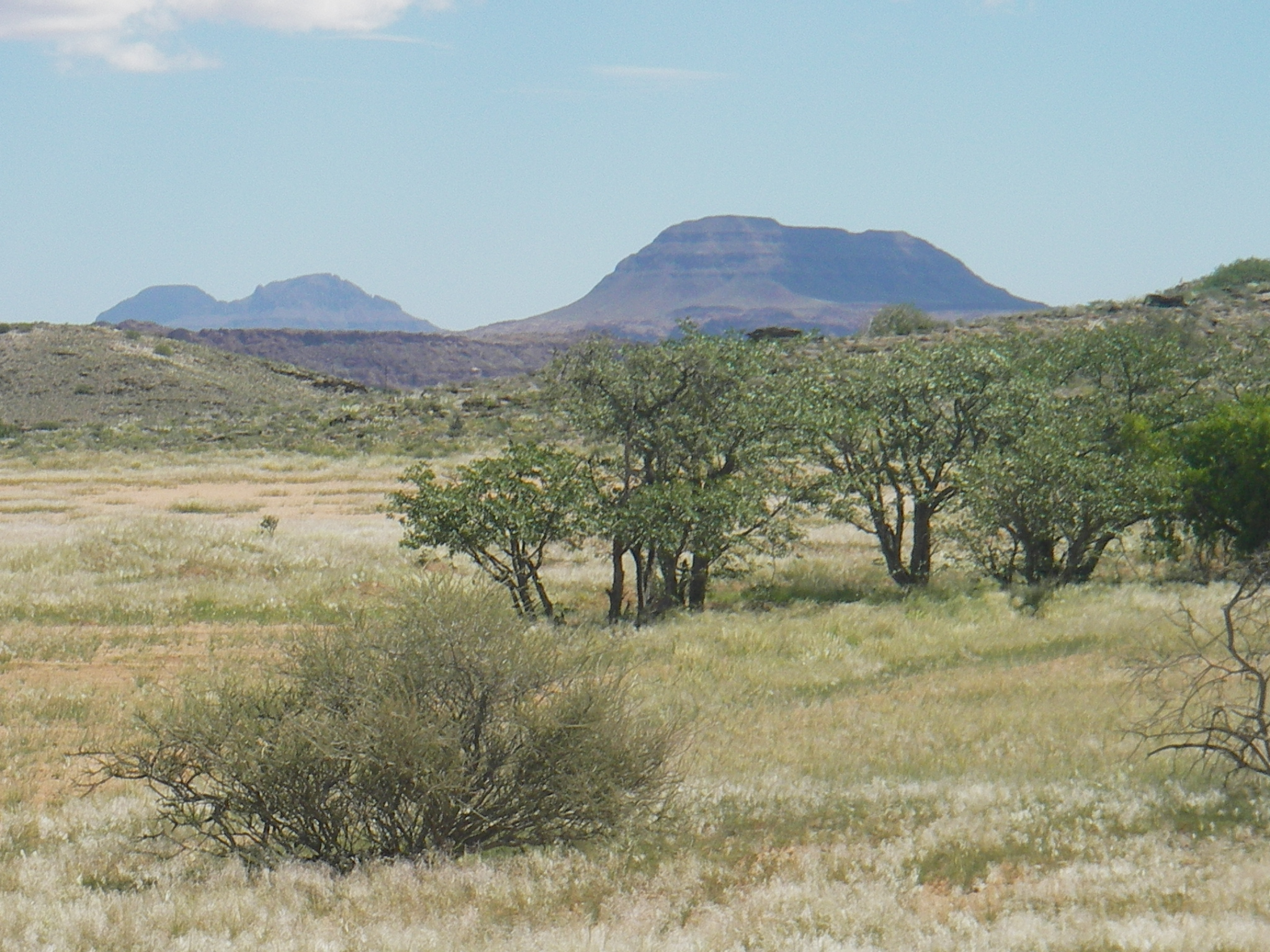
トゥウェイフルフォンテーンの景観
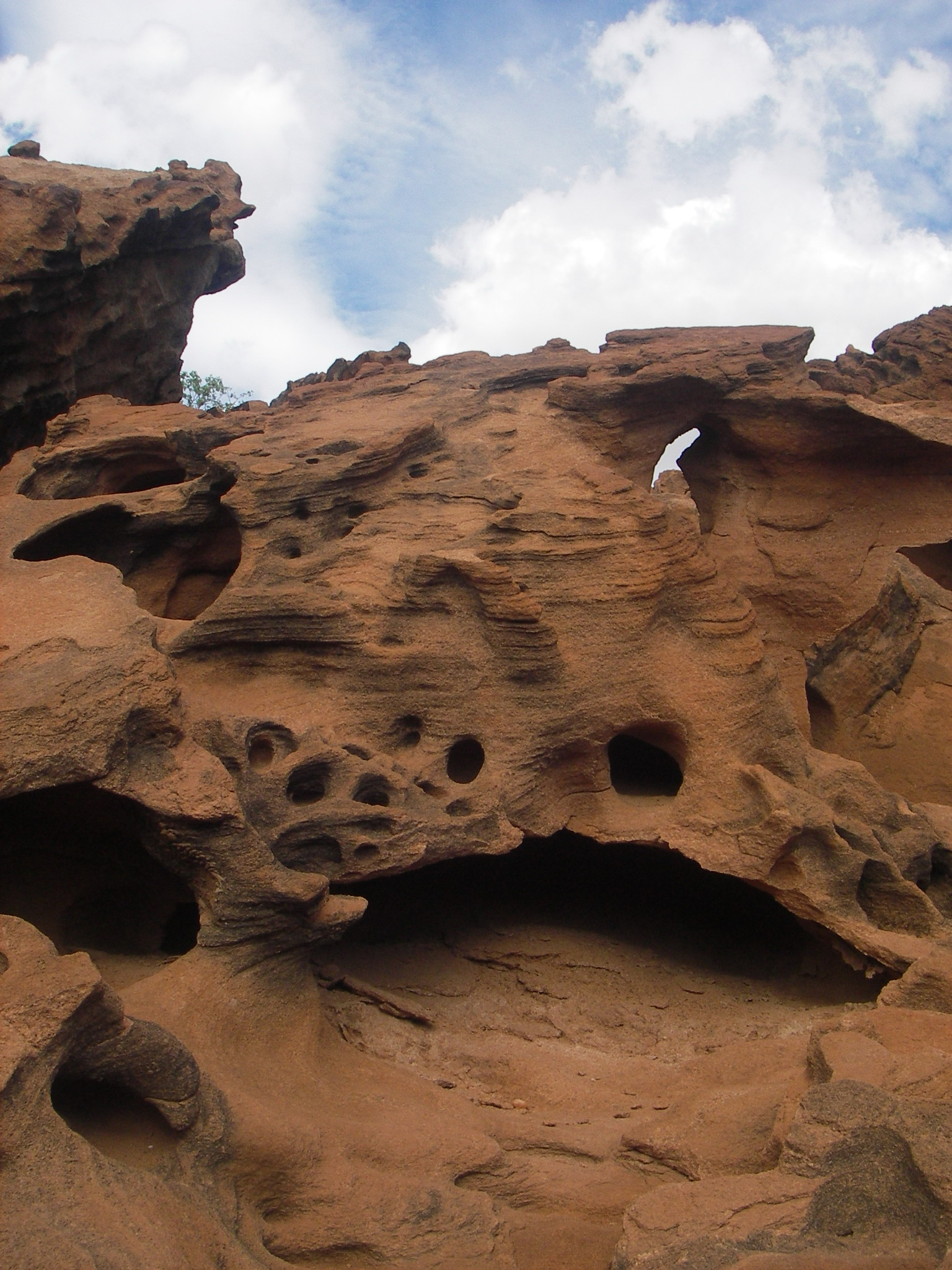
トゥウェイフルフォンテーンの岩々

## 登録基準
この世界遺産は世界遺産登録基準のうち、以下の条件を満たし、登録された（以下の基準は世界遺産センター公表の登録基準からの翻訳、引用である）。
- (3) 現存するまたは消滅した文化的伝統または文明の、唯一のまたは少なくとも稀な証拠。
- (5) ある文化（または複数の文化）を代表する伝統的集落、あるいは陸上ないし海上利用の際立った例。もしくは特に不可逆的な変化の中で存続が危ぶまれている人と環境の関わりあいの際立った例。